# Semperdon xyleborus
Semperdon xyleborus é uma espécie de gastrópode  da família Charopidae.
É endémica de Palau.